# 埃科·普特羅·桑喬喬
埃科·普特羅·桑喬喬（1965年5月21日—）是印尼政治家。他曾任印尼工作內閣鄉村、貧困地區發展和移民部長。他於2016年7月27日被佐科·維多多任命為部長，任期至2019年10月20日。
他畢業於雅加達州立理工學院。桑喬喬於1991年獲得肯塔基大學電機工程學位。1993年，他還獲得印尼管理發展學院IPMI商學院碩士學位。
2016年7月，他被總統佐科·維多多任命為鄉村、貧困地區發展和移民部長。